# Madeleine Ramey
Pour les articles homonymes, voir Ramey.
Madeleine Désirée Richard dite Madeleine Ramey, née le 12 novembre 1888 dans le 6e arrondissement de Paris et morte le 1er mai 1975 à Sevran (Seine-Saint-Denis), est une actrice française.

## Biographie
Madeleine Désirée Richard est née le 12 novembre 1888 au 114 rue de Vaugirard dans le 6e arrondissement de Paris, fille de Gabriel Alphonse Richard, un comptable de 36 ans et de son épouse Julienne Joséphine Zélie Fontaine, également âgée de 36 ans.
Elle épouse le réalisateur Luitz-Morat (Maurice Louis Radiguet) le 12 juin 1912 à Enghien-les-Bains. Elle a été mariée une seconde fois le 6 novembre 1928 dans le 20e arrondissement à Alfred Auguste Boulanger, conducteur au service architecture de la ville de Paris
Elle meurt à Sevran le 1er mai 1975 à l'âge de 86 ans.

## Filmographie
- 1912 :L'Amazone masquée, de Henri Fescourt
- 1913 : Le Secret du forçat, de  Louis Feuillade
- 1913 : L'Écrin du Rajah, de  Louis Feuillade
- 1913 : La Perle égarée, de Henri Fescourt
- 1917 : L'Esclave de Phidias, de Louis Feuillade et Léonce Perret
- 1917 : La Danseuse voilée, de Maurice Mariaud